# Епархия Горе
Епархия Горе (лат. Dioecesis Gorensis) — епархия Римско-Католической Церкви с центром в городе Горе (Чад), Чад. Епархия Горе распространяет свою юрисдикцию на южную часть регион Восточный Логон. Епархия Горе входит в митрополию Нджамены. Кафедральным собором епархии Горе является церковь святой Пресвятой Девы Марии в городе Горе.

## История
28 ноября 1998 года Римский папа Иоанн Павел II издал буллу "Diligentem sane", которой учредил епархию Горе, выделив её из епархий Добы и Мунду.

## Ординарии  епархии
- епископ Rosario Pio Ramolo OFMCap [1] (28.11.1998 – по настоящее время).

## Источник
- Annuario Pontificio, Libreria Editrice Vaticana, Città del Vaticano, 2003, ISBN 88-209-7422-3
- Булла Diligentem sane curam (лат.)